# Styringomyia furcata
Styringomyia furcata är en tvåvingeart som beskrevs av Alexander 1956. Styringomyia furcata ingår i släktet Styringomyia och familjen småharkrankar.
Artens utbredningsområde är Uganda. Inga underarter finns listade i Catalogue of Life.